# Amfisbenis
Els amfisbenis (Amphisbaenia), llangardaixos àpodes o llangardaixos cecs, són un subordre peculiar i poc conegut de rèptils escamosos adaptats a la vida en el subsol. Com les serps, manquen de potes (excepte el gènere Bipes, que encara conserva el parell anterior). Superficialment semblades a cucs de terra, presenten clares adaptacions al mitjà subterrani, com la capacitat d'excavar i lliscar-se plegant la seva pell com un acordió. El seu cap massís, sense orella externa i d'ulls atrofiats, es distingeix malament de l'extrem oposat del cos. Són capaços de desplaçar-se tant en el sentit de la cua com en el del cap, i per això se'ls va donar el nom d'Amphisbaenia ("que va en dues direccions"). Se'n coneixen unes 190 espècies, la major part d'elles a Àfrica i Sud-amèrica.
S'alimenten d'insectes, entre els quals mostren preferència les formigues. Com que es va observar que passaven llargues temporades a prop dels formiguers, es creia, erròniament, que les formigues s'encarregaven d'alimentar-les, per les quals se les anomenava «mares de les formigues».

## Família
Amphisbaenia, es divideix en cinc famílies.
Família Amphisbaenidae
- Amphisbaena
- Ancylocranium
- Anopsibaena
- Aulura
- Baikia
- Blanus
- Bronia
- Cercolophia
- Chirindia
- Cynisca
- Dalophia
- Geocalamus
- Leposternon
- Loveridgea
- Mesobaena
- Monopeltis
- Zygaspis

Família Trogonophidae
- Agamodon
- Diplometopon
- Pachycalamus
- Trogonophis

Família Bipedidae
- Bipes

Familia Blanidae
- Blanus

Família Rhineuridae
- Rhineura